# Frederik III van Hessen-Homburg
Frederik III Jacob (Cölln, 19 mei 1673 – 's-Hertogenbosch, 8 juni 1746) was landgraaf van Hessen-Homburg.

## Biografie
Frederik Jacob werd geboren als de tweede zoon van landgraaf Frederik II van Hessen-Homburg en Louisa Elisabeth van Koerland. Hij werd opgevoed aan het hof van de Brandenbrugers in Berlijn. In 1690 ging hij dienen in het leger van de Republiek der Zeven Verenigde Nederlanden. Hij vocht onder andere voor de Nederlanders tijdens de Slag bij Blenheim (1704). Na de Vrede van Utrecht (1713) ging hij uit Nederlandse dienst en wijdde hij zich aan het besturen van het Landgraafschap dat hij had geërfd.
Frederik Jacob hield een progressieve tolerante koers in zijn gebied aan ten opzichte van de vele religies. Door de hoge schulden van de staat werd hij gedwongen om in 1738 opnieuw dienst te nemen in het leger van de Republiek. Drie jaar later werd hij gouverneur van Luik, in 1742 van Breda en in 1744 van 's-Hertogenbosch. Aldaar stierf hij twee jaar later op 73-jarige leeftijd. Hij werd bijgezet in de crypte van het kasteel van Bad Homburg.

## Huwelijken en kinderen
Hij huwde:
- in 1700 met Elisabeth Dorothea van Hessen-Darmstadt (1676-1721), dochter van Lodewijk VI van Hessen-Darmstadt
- in 1728 met Christiane Charlotte van Nassau-Ottweiler (1685-1761)

en werd vader van:
- Frederika (1701-1704)
- Frederik (1701-1709)
- Louisa (1703-1704)
- Lodewijk (1705-1745), in 1738 gehuwd met Anastasia Troebetskoja (1700-1755)
- Johan (1706-1728)
- Ernestina (1707-1707).
- Frederik (1721-1721)

Hij stierf zonder mannelijke nakomelingen en zijn neef Frederik Lodewijk volgde hem op.
- Biografisch Portaal: 67173570
- Digitale Bibliotheek voor de Nederlandse Letteren: hess040
- Gemeinsame Normdatei: 128877111
- Virtual International Authority File: 57676638
- WorldCat: E39PBJfmjr4BQPWWQyGJQ49hpP